# Prototheora biserrata
Prototheora biserrata là một loài bướm đêm thuộc họ Prototheoridae. Loài này có ở Nam Phi.